# Ichneumon hartmanni
Ichneumon hartmanni là một loài tò vò trong họ Ichneumonidae.